# James Michael Ullman
Pour les articles homonymes, voir Ullman.
James Michael Ullman, né en 1925 et mort le 22 février 1997, est un écrivain américain, auteur de roman policier.

## Biographie
Durant la Seconde Guerre mondiale, il sert dans l'United States Navy pendant deux ans et demi, puis continue comme employé civil de l'United States Air Force sur l'île de Guam. Il devient journaliste au Herald-Argus à La Porte puis rédacteur en chef du News à Skokie et enfin chef du bureau de l'United Press à Chicago.
Il fait des études au Wilbur Wright College (en), à l'université DePaul et à l'université Northwestern.
En 1953, il remporte avec la nouvelle Anything New on the Strangler? un concours organisé par Ellery Queen's Mystery Magazine dans lequel il publie d'autres nouvelles jusqu'au début des années 1960.
En 1963, il fait paraître son premier roman, The Neon Haystack. Ce roman est finaliste pour l'attribution du prix Edgar-Allan-Poe 1954 dans la catégorie meilleur premier roman d'un auteur américain. Suivent trois autres romans, dont en 1968 La Femme de braise (Lady in Fire) qualifié par Claude Mesplède de « fort agréable à lire (et qui) mérite la découverte ».

## Œuvre

### Romans
- The Neon Haystack (1963)
- Good Night, Irene (1965)
- The Venus Trap (1966)
- Lady on Fire (1968)
  - La Femme de braise, Série noire no 1315 (1970)

## Sources
- Claude Mesplède, Les années "Série noire" : bibliographie critique d'une collection policière, vol. 3 : 1966-1972, Amiens, Editions Encrage, coll. « Travaux / 22 », 1994 (ISBN 978-2-906389-53-3), p. 184.
- Claude Mesplède et Jean-Jacques Schleret, SN, voyage au bout de la Noire : inventaire de 732 auteurs et de leurs œuvres publiés en séries Noire et Blème : suivi d'une filmographie complète, Paris, Futuropolis, 1982 (OCLC 11972030), p. 364